# Huta Gurgur II
Huta Gurgur II is een bestuurslaag in het regentschap Toba Samosir van de provincie Noord-Sumatra, Indonesië. Huta Gurgur II telt 430 inwoners (volkstelling 2010).